# LeMat (revólver)
O LeMat era um revólver de percussão, de pólvora negra, de calibre .42 ou .36, inventado pelo francês Jean Alexandre LeMat, que apresentava um cano secundário incomum de calibre 16 a 20, de alma lisa, capaz de disparar chumbo grosso. Ele serviu nas forças militares dos Estados Confederados durante a Guerra Civil Americana de 1861–1865 e no Exército do Governo de Defesa Nacional durante a Guerra Franco-Prussiana.

## História e projeto
Esta arma secundária única também era conhecida como "Grape Shot Revolver". Foi desenvolvida em Nova Orleans em 1856 por Jean Alexandre Le Mat, cujo esforço de fabricação foi apoiado por P. G. T. Beauregard, que se tornou general do Exército dos Estados Confederados. Algumas foram feitas por John Krider da Filadélfia, Pensilvânia, em 1859, incluindo os primeiros 250 protótipos. Estima-se que 2.900 foram produzidas em Liège, na Bélgica, e Paris, na França. As armas de fabricação europeia foram enviadas por Birmingham, Inglaterra, onde foram marcadas com provas.
Aproximadamente 900 revólveres foram enviados para o Exército dos Estados Confederados e 600 para a Marinha dos Estados Confederados através das Bermudas para evitar o Bloqueio Naval do Sul.
A característica distintiva do revólver de LeMat é que seu tambor de 9 tiros gira em torno de um cano central separado de calibre maior do que as câmaras no tambor propriamente dito. O cano central é de alma lisa e pode funcionar como uma escopeta de cano curto (daí o nome "Grape Shot Revolver"), com o atirador selecionando se quer atirar do tambor ou do cano de alma lisa, acionando uma alavanca na ponta do cão. Ao acionar a alavanca para cima, o percussor móvel caía sobre o conjunto de espoletas diretamente sob o cão, descarregando o cano inferior, enquanto deixá-lo na posição padrão disparava as câmaras no tambor, como qualquer outro revólver.
Os LeMats do 1º modelo fabricados em Paris foram originalmente calibrados para balas de calibre .42 no tambor e tinha um cano de calibre .63 (calibre 18) de alma lisa e tinha uma vareta articulada (montada no lado direito da estrutura), que era usada para carregar ambos os canos. Mais tarde, durante a Guerra Civil Americana, uma arma mais leve de calibre .35 com um cano de alma lisa de calibre .55 (calibre 28) foi produzida. Ainda assim, como esses eram tamanhos de munição não padronizados (calibre .36 ou .44 eram mais comuns para revólveres contemporâneos), os proprietários de LeMat tinham que moldar balas (em vez de serem fornecidas de lojas militares gerais). Os modelos finais do LeMat foram produzidos em calibre .36 ou .44 em resposta a essas críticas, mas muito poucos deles conseguiram passar pelo bloqueio da União do Sul durante a Guerra Civil Americana para serem de qualquer uso real.
Design
- Patente LeMat 1856
- Vista superior mostrando a vareta paralela ao cano e à alavanca do percussor giratório
- Um close-up do cão de um revólver LeMat Pinfire mostra o percussor giratório que pode ser usado para disparar os cartuchos de percussão nas câmaras giratórias ou no cano secundário de alma lisa[3]

## Uso na Guerra Civil Americana
LeMat esperava comercializar seu revólver adaptável como uma arma secundária primária para dragões e outras tropas montadas. Ele entrou em uma parceria com P. G. T. Beauregard (naquela época um major do Exército dos EUA) em abril de 1859 para comercializar sua arma de fogo para o Exército dos EUA. Beauregard, além de ser primo de LeMat, foi um dos primeiros oficiais do Exército dos EUA a renunciar e se juntar à Confederação.

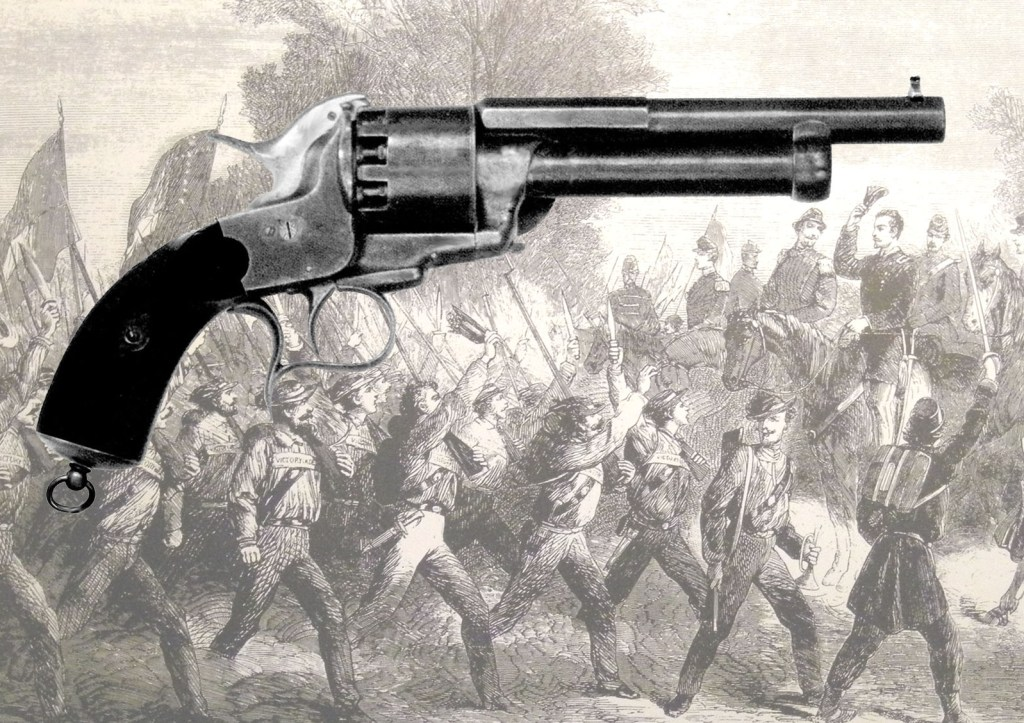
Revólver LeMat, modelo original de percussão, usado pelas tropas dos Estados Confederados na Guerra Civil Americana

Quando a guerra começou, LeMat recebeu contratos confederados para produzir 5.000 revólveres, e planos foram feitos para fabricar a arma no exterior e então importá-los para a Confederação, que não tinha as instalações necessárias para produzir a arma localmente. Os traficantes de armas confederados conseguiram passar carregamentos da arma pelo bloqueio da Marinha dos EUA, e estima-se que cerca de 2.500 chegaram ao serviço confederado.
Além do General Beauregard e do Coronel LeMat, o revólver de LeMat foi usado por oficiais confederados famosos como os Major Generais Braxton Bragg, Stonewall Jackson, J. E. B. Stuart, Richard Heron Anderson e o Capitão Henry Wirz. O Major General confederado J. E. B. Stuart "era conhecido por favorecer o revólver LeMat". O LeMat gravado pessoalmente pelo General Beauregard, que ele carregou durante a guerra, está preservado no Museu da Confederação em Richmond, Virgínia.
O revólver LeMat foi fabricado de 1856 a 1865, com aproximadamente 2.900 sendo produzidos. Os primeiros modelos foram fabricados por John Krider da Filadélfia, com o segundo modelo (o primeiro modelo no exterior) sendo produzido por Charles Frederic Girard e Son de Paris. Preocupações com a qualidade levaram a LeMat a considerar a produção na Birmingham Small Arms Company em Birmingham, Inglaterra, mas a produção nunca foi montada lá. Os revólveres LeMat da França foram enviados para as forças dos Estados Confederados via Reino Unido, e todas as armas de fogo que desembarcaram no Reino Unido foram (e ainda são) obrigadas a serem testadas. Os LeMats que encontraram seu caminho através do bloqueio da Marinha dos EUA foram carimbados com marcas de prova britânicas da Birmingham Proof House, levando ao equívoco de que os revólveres foram fabricadas no Reino Unido. Sabe-se que alguns deles foram feitos ilegitimamente no Reino Unido por um fabricante desconhecido, que se acredita ser a London Armory Company, mas apenas dois exemplares sobreviveram até os dias atuais, e é duvidoso que algum dos LeMats de fabricação inglesa tenha entrado em serviço durante a Guerra Civil Americana.
O revólver original, construído em aço azulado com empunhaduras de nogueira quadriculada, não era considerado uma arma muito precisa, embora fosse mortal a curta distância. Os cavaleiros da Guerra Civil, particularmente no Sul, preferiam carregar vários revólveres, pois era mais rápido sacar outra arma carregada do que tentar recarregar um revólver de percussão em combate.
Após a introdução de armas de fogo de cartucho, o sistema LeMat apareceu em cartuchos Lefaucheux, mas esta versão é extremamente rara. Uma versão de fogo central em 12 mm Perrin ou 11 mm Chamelot-Delvigne, com um cano de munição calibre 24, foi feita nos últimos anos na Bélgica. Embora tenha tido melhores vendas do que seu parente de cartucho Lefaucheux, o LeMat de cartucho de fogo central também não teve sucesso comercial real devido à invenção do sistema de ação dupla. Com ambas as armas, o carregamento era realizado por meio de um portão de carregamento na posição de 4 horas para o tambor e balançando a culatra do cano de munição para cima e para a esquerda.

## Variantes
- Black Powder Caplock – A primeira variante do LeMat.[9]
- Pinfire Cartridge – Segunda variante, pode ser reconhecida pelo tambor.[8]
- Centerfire Cartridge – A variante de fogo central tinha uma empunhadura distinta.[3]
- Carbine – Uma variante rara com canos estendidos e uma coronha tipo rifle totalizando 20" de comprimento.[9]
- Baby LeMat – A variante mais rara do LeMat é uma versão de tamanho reduzido com um cano de 4 3/4", o cano primário com câmara de calibre .32 e o cano secundário com câmara de calibre .41. Apenas 100 foram produzidos.[9]

## Reproduções modernas

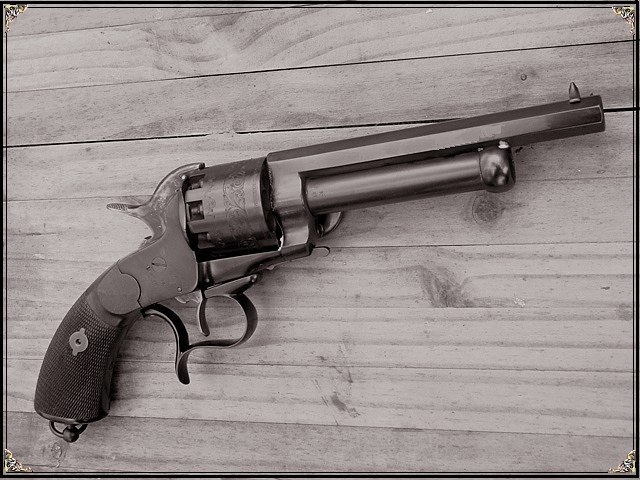
Reprodução moderna de um revólver de percussão LeMat.

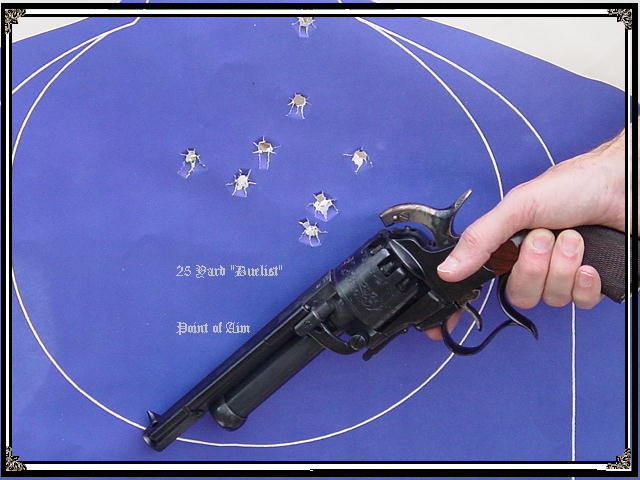

A empresa Pietta, de Brescia, na Itália, fabrica reproduções modernas do revólver LeMat desde 1985. Os distribuidores dos Estados Unidos incluem Navy Arms Company, Dixie Gunworks e Cabela's. Os distribuidores canadenses incluem Marstar Canada, entre outros.